# 엄현희
엄현희(1977년 ~)는 대한민국의 연극 평론가이다.

## 학력
- 영신여자고등학교 (졸업)
- 한국예술종합학교 연극원 연극학과 예술사 (졸업)

## 경력
- 한국예술종합학교 연극원 강사
- 공연과이론을위한모임 평론분과장
- 연극평론가
- 한국연극평론가협회 사무국장

## 도서
- 이머시브씨어터:창작경험의 공유
- 연극평론가 엄현희 연극평론집 '연극비평과 연극경험
- 기록, 성장, 연극